# 林悅
林悅（Jeff Lam Yuet，1977年—），曾經是一名香港親建制派政治人物，澳洲墨爾本大學商科管理學士和應用商科碩士，2012年－2014年間曾為離島區議會東涌北區議員。

## 政治立場
林悅一般被視為親建制派人士，並和激進建制派議員何君堯及組織愛護香港力量友好。
2014年林悅曾聯同建制派立法會議員何君堯及謝偉俊成立中產會。

## 被揭發騙取銀行按揭貸款及入獄
2013年，林悅被揭發與父親聯名，斥資逾956萬元買入將軍澳天晉兩個相連單位，然後利用自己出任網頁設計公司董事之便，偽造工作及薪金證明，騙取近670萬元銀行按揭貸款。
審訊期間，林得到謝偉俊、何君堯和陳恒鑌等多名建制派人物協助求情，最終林被判入獄21個月，雖然獲得緩刑，但由於被判入獄超過3個月，因此喪失區議員資格。
其議席出缺後，補選最終由公民黨成員余俊翔勝出。

## 台遊達人
林悅緩刑後成立台遊達人Facebook專頁，經營台灣旅遊服務。亦轉型做移民顧問，與持牌代理合作，在中華民國移民商業同業公會查詢不到其本身資料。台遊達人營運總監是方國珊前助理，現任香港旅遊促進會總幹事自由黨的崔定邦。 
2020年6月，林悅捲入疑似投資詐騙風波，自稱苦主出面指控委託服務時被鼓吹投資。

## 資料來源
1. ↑  .   [2020-05-03]. （原始内容存档于2020-08-25）.
2. ↑  .   [2014-03-09]. （原始内容存档于2014-03-20）.
3. 1 2  .   [2020-05-03].
4. ↑  .   [2020-05-03].
5. ↑  .   [2020-05-03].
6. ↑  .   [2020-05-03].
7. ↑  .   [2020-05-03].
8. ↑  .   [2019-01-05].
9. 1 2  . 2020-06-24  [2021-10-28]. （原始内容存档于2021-10-29）.
10. ↑  .   [2021-10-28]. （原始内容存档于2021-10-28）.
11. ↑  .   [2018-10-18]. （原始内容存档于2019-02-25）.